# Мос Кендрикс
Мос Кендрикс (на английски: Moss Kendrix) е американски експерт по реклама и ПР, един от пионерите в областта на връзките с обществеността. Негов принос е корпоративна Америка да осъзнае покупателните способности на чернокожото население на САЩ и да задоволи специфични потребности на този пазар, както и образът на афроамериканците да намери място в печатната, телевизионната реклама и киното.

## Биография
Като дете Кендрикс учи в местното обществено училище, заедно с бъдещата звезда Лена Хорн. По-късно учи в колежа за афроамериканци „Морхаус“ в Атланта. Кендрикс е популярен сред студентите по журналистика. Става главен редактор на вестник „Морхаус“ – „Дъ маруун тайгър“. Освен това е и съосновател на Phi Delta Delta – общество на младите афроамерикански студенти по журналистика.
Кендрикс се дипломира през 1939 г. и започва да издава собствен вестник, наречен „Черна седмица“. През 1941 г. служи в армията на Съединените американски щати. По време на службата си работи за финансовия отдел на Министерството на отбраната. Често се появява в радиошоуто на Си Би Ес.
През 1944 г. Мос Кендрикс създава собствена ПР агенция, „Организацията на Мос Кендрикс“. Девизът на компанията е – „Това, което публиката мисли, има значение!“.
Мос Кендрикс умира през декември 1989 г.